# Clarait
Clarait ist ein selten vorkommendes Mineral aus der Mineralklasse der „Carbonate und Nitrate“ mit der idealisierten chemischen Zusammensetzung (Cu,Zn)15(CO3)4(AsO4)2(SO4)(OH)14·7H2O und damit chemisch gesehen ein wasserhaltiges Kupfer-Zink-Carbonat mit zusätzlichen Arsenat-, Sulfat- und Hydroxidionen. Die in den runden Klammern angegebenen Elemente Kupfer und Zink können sich in der Formel jeweils gegenseitig vertreten (Substitution, Diadochie), stehen jedoch immer im selben Mengenverhältnis zu den anderen Bestandteilen des Minerals.
Clarait kristallisiert im triklinen Kristallsystem und entwickelt kleine, pseudohexagonale bzw. pseudorhomboedrische Kristalle bis etwa 0,5 Millimeter Größe und einem glasähnlichen Glanz auf den Oberflächen. Meist findet er sich jedoch in Form sphärolithischer Mineral-Aggregate und krustiger Überzüge. Das Mineral ist durchsichtig bis durchscheinend und von bläulichgrüner Farbe. Die Strichfarbe ist allerdings weiß.

## Etymologie und Geschichte
Erstmals entdeckt wurde Clarait in Mineralproben aus der Grube Clara bei Oberwolfach in Baden-Württemberg. Die Analyse und Erstbeschreibung erfolgte durch Kurt Walenta und Pete J. Dunn, die es nach dessen Typlokalität benannten.
Walenta und Dunn sandten ihre Untersuchungsergebnisse und den gewählten Namen 1981 zur Prüfung an die International Mineralogical Association (interne Eingangs-Nr. der IMA: 1981-023), die den Clarait noch im gleichen Jahr als eigenständiges Mineral anerkannte. Die Publikation der Erstbeschreibung folgte im Jahr darauf im Wissenschaftsmagazin „Chemie der Erde“.
Ursprünglich hatten Walenta und Dunn die chemische Formel mit (Cu,Zn)3[(OH)4|CO3]·4H2O ermittelt. Die chemische Zusammensetzung wurde allerdings 2016 neu definiert und von der IMA anerkannt (IMA-16-L). Das Mineral wird seitdem in der „Liste der Minerale und Mineralnamen“ der IMA unter der Summenanerkennung „IMA 2016 s.p.“ (special procedure) geführt. Die ebenfalls von der IMA/CNMNC anerkannte Kurzbezeichnung (auch Mineral-Symbol) von Clarait lautet „Clar“.
Das Typmaterial des Minerals wird in der Mineralogischen Sammlung der Universität Stuttgart in Deutschland und im National Museum of Natural History in Washington, D.C. (USA) unter der Sammlungsnummer 148464 aufbewahrt.

## Klassifikation
Da der Clarait erst 1981 als eigenständiges Mineral anerkannt wurde, ist er in der seit 1977 veralteten 8. Auflage der Mineralsystematik nach Strunz noch nicht verzeichnet.
Im zuletzt 2018 überarbeiteten und aktualisierten Lapis-Mineralienverzeichnis nach Stefan Weiß, das sich aus Rücksicht auf private Sammler und institutionelle Sammlungen noch nach dieser alten Form der Systematik von Karl Hugo Strunz richtet, erhielt das Mineral die System- und Mineral-Nr. VII/D.15-070. In der „Lapis-Systematik“ entspricht dies der Klasse der „Phosphate, Arsenate und Vanadate“ und dort der Abteilung „Wasserhaltige Phosphate, mit fremden Anionen“, wo Clarait zusammen mit Afmit, Aheylit, Chalkosiderit, Faustit, Kobokoboit, Planerit und Türkis die die „Türkisgruppe“ mit der System-Nr. VII/D.15 bildet.
Die von der IMA zuletzt 2009 aktualisierte 9. Auflage der Strunz’schen Mineralsystematik ordnet den Clarait dagegen in die Klasse der „Carbonate und Nitrate“ und dort in die Abteilung der „Carbonate mit zusätzlichen Anionen; mit H2O“ ein. Diese ist zudem weiter unterteilt nach der relativen Größe der beteiligten Kationen, so dass das Mineral entsprechend seiner Zusammensetzung in der Unterabteilung „Mit mittelgroßen Kationen“ zu finden ist, wo es als einziges Mitglied die unbenannte Gruppe 5.DA.30 bildet.
Die vorwiegend im englischen Sprachraum gebräuchliche Systematik der Minerale nach Dana ordnet den Clarait wie die veraltete Strunz’sche Systematik in die gemeinsame Klasse der „Carbonate, Nitrate und Borate“ und dort in die Abteilung der „Carbonate – Hydroxyl oder Halogen“ ein. Hier ist er als einziges Mitglied in der unbenannten Gruppe 16b.04.03 innerhalb der Unterabteilung „Carbonate – Hydroxyl oder Halogen mit (A)m(B)n(XO3)pZq • x(H2O), mit (m+n) : p = 8 : 1“ zu finden.

## Kristallstruktur
Clarait kristallisiert möglicherweise triklin, wobei die Raumgruppe bisher nicht näher bestimmt wurde, mit den Gitterparametern a = 14,28 Å; b = 8,03 Å; c = 7,27 Å; α = 79,16°; β = 107,90° und γ = 99,68°° sowie 4 Formeleinheiten pro Elementarzelle.
Die hexagonale Pseudozelle hat die Gitterparameter a = 26,22 Å und c = 21,56 Å.

## Bildung und Fundorte

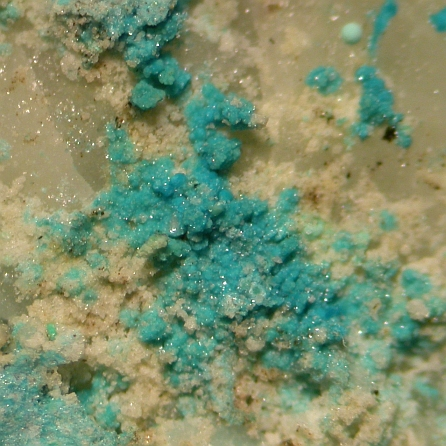
Clarait aus Sommerau, Brixlegg-Rattenberg, Nordtirol, Österreich (Sichtfeld 3 mm)

Clarait bildet sich sekundär in oxidierten Kupfer-Zink-Lagerstätten. Als Begleitminerale können unter anderem Azurit, Baryt, Devillin, Fluorit, Gips, Malachit, Olivenit und Quarz auftreten.
Als seltene Mineralbildung konnte Clarait nur an wenigen Fundorten nachgewiesen werden, wobei weltweit bisher rund 50 Fundorte dokumentiert sind (Stand 2023). Neben seiner Typlokalität Grube Clara in Baden-Württemberg trat das Mineral in Deutschland bisher noch in der Grube „Sulzbach II“ im Donaustaufer Revier und der Grube Wilhelmine bei Sommerkahl in Bayern, in der Grube Charlotte Magdalena, der Grube Floßberg und im Steinbruch im Andreasbachtal nahe Bad Lauterberg im Harz in Niedersachsen sowie in der Grube Schöne Aussicht bei Burbach (Siegerland), auf den Schlackenhalden der Zinkhütte „Friedrich-Wilhelm“ bei Birkengang und der Kupferhütte bei Kall in Nordrhein-Westfalen auf.
In Österreich fand man Clarait unter anderem auf der Feistritz Alp nahe Feistritz an der Gail, auf der Unterbuchach Alp bei Kirchbach und in der Grube „Judengras“ bei Podlanig (Lesachtal) in Kärnten; bei Schwarzleo in der Gemeinde Leogang in Salzburg sowie an mehreren Orten im Bezirk Brixlegg–Rattenberg (Hof, Silberberg, Sommerau), am Weißen Schrofen bei Ringenwechsel nahe Schwaz und bei Pengelstein nahe Kitzbühel in Tirol.
In der Schweiz wurde das Mineral bisher in den Gruben „Gosan“ und „Termino“ bei Saint-Luc VS, am Six-Blanc bei Bagnes, am Mont Chemin bei Martigny und in der Vaashöhle bei Granges in der Gemeinde Sitten (französisch Sion) im Kanton Wallis gefunden.
Daneben kennt man Clarait bisher nur noch aus Gruben bei Salsigne, Montgaillard und Padern im französischen Département Aude, der Grube „Andrássy I.“ in der ungarischen Gemeinde Rudabánya, Carrara in einigen Steinbrüchen in der Toskana und der Erzgrube „Camisolo Pass“ bei Introbio (Lombardei) in Italien, den Gruben „Les Ferreres“ bei Camprodon (Girona) und „La Amorosa“ bei Villahermosa del Río (Castellón) in Spanien sowie den oberen Halden der North Star Mine (auch Star Consolidated Mine) bei Mammoth (Utah) in den Vereinigten Staaten.